# Jhonatan Molina
Jhonatan Molina (* 21. Januar 2003) ist ein peruanischer Leichtathlet, der sich auf den Langstreckenlauf spezialisiert hat.

## Sportliche Laufbahn
Erste Erfahrungen bei internationalen Meisterschaften sammelte Jhonatan Molina im Jahr 2024, als er bei den U23-Südamerikameisterschaften in Bucaramanga in 30:54,43 min die Goldmedaille im 10.000-Meter-Lauf gewann und über 5000 Meter in 14:57,57 min die Silbermedaille hinter dem Brasilianer Jânio Gonçalves gewann. Im Jahr darauf belegte er bei den Südamerikameisterschaften in Mar del Plata in 14:01,26 min den vierten Platz im 5000-Meter-Lauf.
2025 wurde Molina peruanischer Meister im 5000-Meter-Lauf.

## Persönliche Bestzeiten
- 5000 Meter: 14:01,26 min, 27. April 2025 in Mar del Plata
- 10.000 Meter: 29:17,12 min, 28. März 2025 in Lima